# Josué Núñez
Josué Núñez (7 maggio 1985) è un pallavolista portoricano.
Gioca nel ruolo di centrale nei Cafeteros de Yauco.

## Carriera

### Club
La carriera di Josué Núñez inizia nei tornei scolastici portoricani, giocando con l'Discípulos de Cristo. Nella stagione 2004 debutta da professionista nella Liga de Voleibol Superior Masculino coi Gigantes de Adjuntas, venendo premiato come miglior esordiente, restando inoltre legato alla franchigia anche nella stagione seguente. Nel campionato 2006 approda ai Patriotas de Lares, dove gioca per quattro annate, raggiungendo la finale scudetto della Liga de Voleibol Superior Masculino 2008.
Nella stagione 2010 viene ingaggiato dai Plataneros de Corozal, dove milita quattro annate, venendo inserito nello All-Star Team del torneo nel suo primo anno, quando raggiunge la finale scudetto. A causa della mancata iscrizione della sua franchigia alla Liga de Voleibol Superior Masculino 2014, gioca in prestito agli Indios de Mayagüez, prima di essere ceduto a titolo definitivo per l'edizione seguente del torneo, quando torna a difendere i colori dei Patriotas de Lares.
Dopo la cessione del titolo della sua franchigia alla città di San Juan, nella stagione 2016-17 veste la maglia dei neonati Patriotas de San Juan, venendo immediatamente inserito nella squadra delle stelle del torneo. Nella stagione seguente difende invece i colori dei Gigantes de Adjuntas. Fa ritorno in campo nella Liga de Voleibol Superior Masculino 2019, dopo un periodo di inattività a causa di un infortunio, difendendo i colori dei Cafeteros de Yauco.

### Nazionale
Gioca nelle selezioni portoricane giovanili, vincendo la medaglia d'oro al campionato nordamericano 2002 con la nazionale Under-19 e quella di bronzo al campionato nordamericano 2004 con quella Under-21.
Nel 2007 riceve le prime convocazioni nella nazionale portoricana maggiore, esordendo alla Coppa panamericana, dove vince la medaglia d'argento. In seguito conquista la medaglia di bronzo al campionato nordamericano 2015.

## Palmarès

### Nazionale (competizioni minori)
- Campionato nordamericano Under-19 2002
- Campionato nordamericano Under-21 2004
- Coppa Panamericana 2007

### Premi individuali
- 2004 - Liga de Voleibol Superior Masculino: Miglior esordiente
- 2010 - Liga de Voleibol Superior Masculino: All-Star Team
- 2017 - Liga de Voleibol Superior Masculino: All-Star Team